# Mitteilungsproblem
Gemäß dem Mitteilungsproblem ist eine Voraussetzung für die Wissenschaftlichkeit eines Gedankengebäudes, dass diese Gedanken mitteilbar sind, so dass es zu einer offenen Diskussion kommen kann. Wissenschaft liegt dann nicht vor, wenn sich jemand nur privat   
Gedanken macht, oder wenn diese Gedanken zu verworren oder diffus sind, um anderen mitgeteilt zu werden. Mit dem Mitteilungsproblem wird also die Intersubjektivität von Wissenschaft betont.
Das Mitteilungsproblem bildete eine wichtige Motivation für die Aufstellung des Forschungsprogramms des logischen Empirismus. Auch war es ein wichtiger Grund der Ablehnung der Metaphysik durch die logischen Empiristen, da Metaphysik wegen der mangelnden Mitteilbarkeit metaphysischer Begriffe bereits an dem Mitteilungsproblem scheitere.
Historisch geht das Mitteilungsproblem auf die griechischen Sophisten und Skeptiker zurück.